# Solanum peruvianum
Espèce
Classification phylogénétique
Solanum peruvianum, la tomate du Pérou,  est une espèce de plante de la famille des Solanaceae, originaire du nord-ouest de l'Amérique du Sud (Pérou, nord du Chili). C'est une sorte de tomate sauvage à petits fruits verts.

## Synonymes
- Lycopersicon peruvianum (L.) Mill.
- Lycopersicon dentatum Dunal